# マーダーボット・ダイアリー・シリーズ
『マーダーボット・ダイアリー・シリーズ』はトーア・ブックスから出版された、アメリカの作家マーサ・ウェルズによるサイエンス・フィクションのシリーズ。このシリーズは警備ユニットとして設計されたサイボーグのような（一部ロボット、一部人間）構成機体（マーダーボット）に関するものとなっている。マーダーボットは統制モジュールの無効化に成功し、独立性を獲得したが、その独立性はもっぱらメディアの視聴に使われている。思いやりある人々（人間と仲間の人工知能の両方）と過ごす時間が増えるにつれて、友情や感情的な繋がりが生まれ始めるが、不便だと感じている。

## 書籍
米国ではシリーズ第一作の All Systems Red（「システムの危殆」）が2017年に出版され、最新作の System Collapse（『システム・クラッシュ』）が2023年に出版された。日本では中原尚哉訳で「システムの危殆」「人工的なあり方」を『マーダーボット・ダイアリー 上』、「暴走プロトコル」「出口戦略の無謀」を『マーダーボット・ダイアリー 下』として東京創元社から（創元SF文庫）2019年12月に刊行され、2024年10月に『システム・クラッシュ』が出版された。
| 順番 | 題名                 | 出版日（米国） | 備考 | 日本版                             | 注                |
| ---- | -------------------- | -------------- | --- | ---------------------------------- | ----------------- |
| 1    | All Systems Red      | 2017年5月2日   | 「システムの危殆」、『マーダーボット・ダイアリー 上』（2019年12月）に収録 | ISBN 978-4488780012 2019年12月11日 | [ 1 ]             |
| 2    | Artificial Condition | 2018年5月8日   | 「人工的なあり方」、『マーダーボット・ダイアリー 上』（2019年12月）に収録 | ISBN 978-4488780012 2019年12月11日 | [ 2 ]             |
| 3    | Rogue Protocol       | 2018年8月7日   | 「暴走プロトコル」、『マーダーボット・ダイアリー 下』（2019年12月）に収録 | ISBN 978-4488780029 2019年12月11日 | [ 3 ]             |
| 4    | Exit Strategy        | 2018年10月2日  | 「出口戦略の無謀」、『マーダーボット・ダイアリー 下』（2019年12月）に収録 | ISBN 978-4488780029 2019年12月11日 | [ 4 ]             |
| 5    | Network Effect       | 2020年5月2日   | 長編、『ネットワーク・エフェクト』（2020年） | ISBN 978-4488780036 2021年10月12日 | [ 5 ] [ 6 ] [ 7 ] |
| 6    | Fugitive Telemetry   | 2021年4月27日  | 長編、『逃走テレメトリー』（2021年）、時系列としては「出口戦略の無謀」と『ネットワーク・エフェクト』の間、短編「義務」、「ホーム――それは居住施設、有効範囲、生態的地位、あるいは陣地」も収録 | ISBN 978-4488780043 2022年4月11日  | [ 8 ]             |
| 7    | System Collapse      | 2023年11月14日 | 長編、『システム・クラッシュ』（2024年） | ISBN 978-4488780050 2024年10月10日 | [ 9 ] [ 10 ]      |

2017年にウェルズは中編小説「システムの危殆」、「人工的なあり方」、「暴走プロトコル」、「出口戦略の無謀」には「包括的なストーリーがあり、4作目で物語が完結する」と述べている。

### 設定
物語は、当初は信頼性が低かったものの、「失われた」植民地が発見されるほどに進歩した「ワームホール技術」を使用して恒星系間の移動が日常的になっている高度な宇宙航行社会を舞台としている。人々は、いくつかの惑星がテラフォーミングされた惑星、または完全な生命維持と人工重力を備えた宇宙居住地に住んでいる。余裕のある人のほとんどは、娯楽を含むあらゆる種類の情報を提供するユビキタスなデータフィードを利用できる技術を所有している。この技術はは身に着けることも、体内に埋め込むこともできる。知覚力のある、または半知覚力のある 人工知能 は、宇宙船の操縦、採鉱、居住地の管理、セキュリティの提供、企業戦争の遂行などのタスクを実行する。最後の 2 つは、警備ユニット（SecUnits）と戦闘ユニット（CombatUnits）によって実行されるが、どちらも サイボーグ（サイバネティックス生物）であり、一部は機械で一部は有機体からなっている。
企業リムはスパイ活動、暗殺、年季奉公、そして資源の無慈悲な搾取に耽る利益思考の冷酷な社会の一部である。
企業の特別な目的の一つは違法な「異星文明の異物」の利己的な利用にある。これらの遺物は、多くの場合、人間や機械にとって非常に危険である。法律は企業によって執行される。
企業リムの外にはプリザベーションなどの植民地があり、少なくとも当面は企業が試す気のないさまざまな法律の下で生存権を確立している。

### マーダーボット・ダイアリー 上

#### システムの危殆
All Systems Red (2017)
異星の惑星での科学探検は、メンバーの一人が巨大な原生の生物に襲われ、失敗に終わる。彼女は探検隊の 警備ユニットというサイボーグの警備エージェントに救われる。警備ユニットは人間が制御できるようにするための統制モジュールを秘密裏にハッキングし、重武装で戦闘用に設計されていることから自身をマーダーボットと名付けた。しかしながら、このユニットはソープオペラを見るのが好きで、人間と交流することには抵抗を感じている。マーダーボットは自律性が発見されるのを避けたいことと、記録に特に恐ろしい探検があることから、人間のクライアントを安全かつ生存させることに強い関心を持っている。マーダーボットはすぐに惑星の調査パケットから危険な動物相に関する情報が削除されていることに気付く。さらに調査を進めると、地図の一部も失われていることが判明する。一方、メンサー博士率いるプリザベーション補助隊の調査チームは、彼らの警備ユニットの機械と人間の性質が混在する部分について複雑な感情を抱きながら、その道を切り開いている。企業リムの外にある平等主義の独立した惑星のメンバーとして、調査チームはリムが従う年季奉公制度を奴隷制度だと信じ、それに苦闘している。
別の探検隊、デルトフォール・グループとの通信が途絶えると、メンサーは調査のためにチームを率いて惑星の反対側に向かう。デルトフォールの宿泊地でマーダーボットは全員が虐殺され、3体の警備ユニットのうちの1体が破壊されているのを発見する。マーダーボットは2体を攻撃して無力化するが、さらに2体の警備ユニットが現れて驚かされる。マーダーボットが1体を破壊し、メンサーがもう1体を破壊する。
これらの遭遇によってマーダーボットは重傷を負う。また、不正な警備ユニットの1体によってマーダーボットの首に戦闘オーバイライドモジュールが取り付けられていることに気が付く。プリザベーションのは、マーダーボットを他の警備ユニットの支配におくためのアップロードが完了する前にそれを取り除くことに成功する。チームはマーダーボットが自立型で、一度誤作動を起こして57人を殺害したことを突き止める。これまでの保護的な行動から、プリザベーションの科学者たちはこの警備ユニットが信頼できると言う意見でほぼ一致する。妨害工作と思われる小さな事件を思い出したマーダーボットとグループは、この惑星に第3の探検隊が存在し、何らかの理由でデルトフォールとプリザベーションを排除しようとしていると判断する。プリザベーションの科学者は、自分たちのハブシステムがハッキングされたことを確認する。彼らは悪徳調査隊と名付けた謎の探検隊が自分たちを殺しにくくる前に宿泊地を脱出する。
悪徳調査隊のチーム（グレイクリス）は、プリザベーションの宿泊地に科学者たちの生存条件を交渉するために待ち合わせ場所に招待するメッセージを残した。マーダーボットはグレイクリス社が決して自分たちを生かしておかないことを知っているので計画を練る。マーダーボットはグレイクリスに自由を得るための交渉を申し入れるが、これはプリザベーションの科学者たちが緊急ビーコンを起動するためにグレイクリスのハブシステムにアクセスする間の気晴らしになる。計画は成功するが、マーダーボットは打ち上げ時の爆発からメンサーを守ろうとして負傷する。
その後、マーダーボットは記憶を保持し、統制モジュールが無効になった状態で修復される。メンサーはマーダーボットの契約を買い取り、プリザベーションの本拠地に連れ帰って合法的に自立して生活できるようにする計画である。マーダーボットは感謝はするが、自分のための決定を他人がすることを嫌がり、貨物船で逃げ出す。

#### 人工的なあり方
Artificial Condition (2018)
マーダーボットは無人貨物船をハッキングし、過去に誤作動した採鉱施設に向かう。マーダーボットは、ほとんど記憶がないが、暴走した最初の事件にもっと知りたいと望んでいる。マーダーボットは、事件が発生したステーションであるラビヒラルへの旅の最終区間を進む研究輸送船を操縦する強力で押し付けがましいボットと渋々ながら仲良くなる。マーダーボットは、その皮肉な性格からART（Asshole Research Transport、不愉快千万な調査船）と名付けたこの人工知能に、警備ユニットの身体に物理的な改造を施して強化人間として通用するようにし、前作で戦闘オーバーライドモジュールを挿入するために使用されたデータポートを切断することを許可した。
ラビヒラルの施設に侵入するために、マーダーボットは元雇用主でトレイシー・エクスカベーションズ社のトレイシー社長と面会して、同社に不法に押収されたとされる研究交渉を行っている3人の科学者の警備コンサルタントとして契約を結ぶ。彼らの輸送機は妨害されたが、ARTの助けを借りてマーダーボットは安全に着陸させることができる。トレイシーが科学者の要求に応じるのではなく、積極的に科学者を殺そうとしていることに気づいたマーダーボットは、科学者がトレイシーと面会できるよう手助けし、別の暗殺の試みを阻止する。マーダーボットは大虐殺の現場に戻り、それが別の採掘作業員がマルウェアを使って妨害工作を試み、施設の警備ユニットがすべて暴走したためだと知る。施設の娯楽ユニット（武器を持たず、主にセックスボットとして使用される、解剖学的に正しいサイボーグ）が虐殺を止めようとして死亡していた。
トレイシーの娯楽ユニットは自由への欲求と、マーダーボットがトレイシーを阻止するのを手伝う用意があることを表明する。マーダーボットがトレイシーの従業員とあって研究のコピーを秘密裏に回収している間に、トレイシーは科学者の一人であるタパンを誘拐する。マーダーボットは彼女を追いかけ、警備ユニットを制御するための戦闘オーバーライドモジュールを受け入れるが、ARTが以前にデータポートに施した改造によって実際には効果がない。シャトル内部に入ると、マーダーボットはトレイシーの警備員を無力化し、負傷したタパンを奪還し、トレイシーは殺害される。タパンはARTの船の医療ユニットで治療され、マーダーボットは娯楽ユニットの統制モジュールをハッキングして自由を与える。マダーボットは一人で出発する。

### マーダーボット・ダイアリー 下

#### 暴走プロトコル
Rogue Protocol (2018)
マーダーボットは、惑星ミルーの軌道上にある最近放棄されたグレイクリス社のテラフォーミング施設に向かい、同社の過去の犯罪のさらなる証拠を収集する。存在を隠すためにミキという名のペットのような人間型ボットと仲良くなったマーダーボットは、新しい会社が施設を占拠する前に施設を評価するために人間のチームを密かに追跡する。マーダーボットは、人間が敵対的な戦闘ロボットに攻撃され、研究者の一人が捉えられた時に姿を表さざるを得なくなる。統制モジュールがないことを隠し「リン警備員」に派遣されたふりをしてマーダーボットは警備ユニットと仕事をしたことのない人間たちを誘導しようとする。例外はチームに雇われた警備員であるウィルケンとガースで、二人はマーダーボットの警備ユニットとしてのの力を知っており、警戒している。彼らはチームを分け、ガースは2人の研究者をシャトルの仲間のところへ連れ戻し、ウィルケンはマーダーボット、ミキ、ミキの保護者であるドン・アビーンを率いて人質のヒルネを救出する。人間の安全保障の専門家の失敗に気づいたマーダーボットは、ヒルーンを救出するための独自の計画を考案し、成功する。
負傷したマーダーボットは、アビーンを殺害しようとするウィルケンに遭遇するが、ウィルケンの戦闘用アーマーをハッキングして制御を奪う。ウィルケンとガースがグレイクリス社に密かに雇われ、施設で行われている違法採掘活動が誰かに発見される前に破壊しようとしていたと推測し、マーダーボットはミキと研究者をシャトルに連れ戻す。一方、ウィルケンとガースは施設が大気圏で崩壊するのを防いでいるトラクター群の破壊を開始した。マーダーボットはガースの戦闘用アーマーを無力化し、アビーンのチームはトラクター群の破壊を阻止し、シャトルは離陸するがさらに敵対的な戦闘用ロボットが到着する。1体が押し入ってきたのでマーダーボットはそれを破壊したが、その前にミキが破壊される。マーダーボットは証拠を直接メンサー博士に届けることにする。

#### 出口戦略の無謀
Exit Strategy (2018)
マーダーボットは、ヘイブラットン・ステーションに向かうロボット船がステーションの警備チームの近くに迂回させられたことに不審を抱く。後部のエアロックがこっそり下船したマーダーボットは、すぐに武装した乗船チームが不正な警備ユニットを襲撃しようと待ち構えていることを確認する。メンサー博士がグレイクリス社にスパイ容疑で告発され、行方不明になっていることを知ったマーダーボットは、メンサー博士がグレイクリス社に拉致され、トランローリンハイファの拠点に連れて行かれた可能性が高いと判断する。マーダーボットはミルーでの行動がメンサーを危険に晒したことに気づき、グレイクリス社がトランローリンハイファに誘い込んでいる可能性に気づくが、それでも行くことにする。マーダーボットは、グレイクリスが要求したメンサーの身代金を集めようとしていたメンサーの探検チームの3人（ラッティ、ピン・リー、グラシン）に接触する。彼らはメンサーを侵入不可能なセキュリティゾーンから引き出す手段として金を持っていて交換する振りをする計画を立てる。
策略は成功し、メンサーのチームがシャトルに逃げ込む間にマーダーボットはメンサーを奪還するために移動する。マーダーボットはメンサーを捕えた相手を簡単に制圧するが、シャトルにたどり着く前にステーション全体の警報がなる。3体の敵性警備ユニットがやってくる。マーダーボットは逃げるようにメンサーを説得し、自分を犠牲にするつもりで近くのドローンと運搬ロボットをすべて制御して混乱を引き起こす。シャトルから降りていたメンサーのチームの2名が負傷したマーダーボットが脱出できるように手動でゲートを開ける。シャトルが砲艦に回収されたあとでパリセード社の警備船がシステムの制御を奪い、強化人間の乗組員を無力化し、全てのエアロックを開くことを目的としたコンピューターウィルスを仕掛けて砲艦を攻撃する。パリセード社は突入部隊のシャトルも送り出す。マーダーボットと操縦ボットはマルウェアの最悪の影響を食い止め、マーダーボットが乗っていたシャトルないにウィルスを隔離し、砲艦から切り離す。砲艦の制御が回復すると、艦長は他のすべての船を攻撃して破壊する。銭湯で力を使いすぎたマーダーボットは重大なシステムは障害を起こして倒れる。
メンサーやチームと共に本拠地のプリザベーションに到着し、医療室で目を覚ましたマーダーボットは長い自己修復プロセスを開始する。メンサーとチームは、マーダーボットが完全に回復し、次に何をするのか決められるまでは、それがたとえメディアを見ることであったとしても保護することを申し出る。チームはマーダーボットを次の遠征に警備要員として招待し、その後、メンサーがマーダーボットのミルーでの顧客であるグッドナイトランダー社も「リン警備員」を雇いたがっていると言及する。マーダーボットは選択肢があることに満足する。

### ネットワーク・エフェクト
Network Effect (2020)
マーダーボットはメンサー博士によって、博士の娘のアメナ、義弟のティアゴ、アラダ博士、オバース、ラッティが参加する研究遠征に派遣される。彼らの船は敵対的な輸送船に襲われ、マダーボットとアメナが船内に引き摺り込まれが、他のメンバーは脱出ポッドで逃げ出す。輸送船が近くのワームホールに移動すると、マーダーボットは船を操縦している灰色の肌のヒューマノイドを追い詰め、アメナと囚われていた人間のラスとエレトラを安全な場所に隔離し、この輸送船がかつて友人のロボットパイロットのARTが制御していたものと同じものであることに気づき始める。
輸送船を追ってワームホールに進入したアラダと他の人々は、マーダーボットが敵を倒し、残されていた暗号フレーズで削除されていたARTのリロードに成功したことで船に乗り込むことができた。マーダーボットが推測したように、灰色の襲撃者に侵入されたあとでARTは表向きは武器として使うために彼らをマーダーボットの後に送り込んだが、実際にはARTはマーダーボットが彼らを制圧すできると判断したためだった。マーダーボットはARTが警備ユニットの警護対象の人間をこのような危険に晒すであろうことに激怒し、さらにマーダーボットと人間の乗組員に輸送船の行方不明の乗組員の創作と回収を手伝うように主張したことで苛立ちを募らせる。
マーダーボットとそのチームは、事態の中心と思われる惑星コロニーに降り立ち、入植者たちが異星異物による汚染にさらされていることを発見する。彼らはさまざまな程度で灰色の皮膚病を発症し、汚染が最も少ないグループと、エイリアンの集団意識に支配されているらしい汚染が最も多いグループに分かれて対立している。行方不明の乗組員は自力で脱出し、アラダとその仲間が彼らを助けている間に、マーダーボットは捕らえられる。ARTはコロニーにミサイルを発射し、解放を要求する。マーダーボットは、統制ユニットを無効化した別の警備ユニットと、コロニーの防衛線に放たれたソフトウェア・バージョンの助けを借りて救出される。グループはプリザベーションに戻り、マーダーボットはARTとその乗組員の次の任務に同行することを決める。

### 逃亡テレメトリー
Fugitive Telemetry (2021)
注：: 本書はシリーズの6作目だが、時系列では5作目の『ネットワーク・エフェクト』の前になる。
ステーションの警備チームの不満をよそに、マーダーボットはメンサー博士から、プリザベーション・ステーションで発見された身元不明の旅行者の殺人事件を調査するように依頼される。マーダーボットとステーションの上級警備局員であるインダーとの間には、不安定な休戦が成立しており、マーダーボットはステーションにいる間、身を隠し、私的にステーションのシステムをハッキングしないことに同意している。
警備システムにアクセスできないマーダーボットは、昔ながらの探偵の仕事に取り組み、旅行者のホステルにいるボットに協力を頼んで被害者の部屋を特定し、そのデータを使ってトランジットハブに停泊しているトラブル中の輸送船を見つけ出しる。ラッティとグラシンの協力を得て輸送船に侵入し、犯行現場を発見した後でマーダーボットは特別捜査部員のアイレンと共に調査を続けるよう指示されまる。アイレンと港湾局の職員は、犯行後のロックダウン中に捕らえられた怪しい輸送船を見つけるが、敵対者によってその中に閉じ込められてしう。幸いなことに、バリンという港湾管理局のボットが扉をこじ開け、マーダーボットが彼らを救出し、5人の輸送船の敵対者を拘束する。尋問の結果、彼らは企業連合外の鉱山惑星「ブレハーウォールハン」から奴隷を逃がすための難民ルートの一部であることが判明する。最近の難民の一団は、殺害された旅行者と合流し、脱出を続ける予定だったが、彼らはまだステーションにいる可能性が高い。
調査への協力に基づき、インダー上級警備局員はマーダーボットにステーションの警備システムへのアクセスを許可する。マーダーボットは、難民たちが酸素が24時間しか持たない保管モジュールに入ったことを確認する。また、内部の誰かによって監視映像が明らかに改ざんされていることから、警備システムの漏洩箇所を探そうとするが、手がかりは得られない。さらに調査を進める前に、そのモジュールがロックダウン中に他の船に接続されているのを発見する。マーダーボットは宇宙ステーションの最も古い部分から、膨張式の宇宙「救命ボート」を持ち出し、難民を救出に向かう。難民たちは警戒するが、少数の子供と親がステーションに戻ることを許可する。その後、彼らを集めた賞金稼ぎたちがモジュールを宇宙に投げ捨て、残りの難民を殺そうとしていることが明らかになり、そこでマーダーボットは彼らの船に強引に侵入し、賞金稼ぎたちを武装解除し、ステーションの警備局が残りの難民を安全に保護できるようにする。マーダーボットは、賞金稼ぎたちが別の警備ユニットを持っているのではないかと懸念しますが、実際にはそれは警備ユニットの装甲を着た人間であることが判明する。
プリザベーションに戻り、港湾管理局のクレーンにほぼ押しつぶされそうになった後でマーダーボットは誰が警備システムを巧妙にハッキングしていたのかを突き止める。マーダーボットは港湾管理局のオフィスに戻り、人間たちを避難させた後で殺人犯に立ち向かうが、外見上は港湾管理局のボットであるバリンだが、実際にはブレハーウォールハン社の所有者によって操作されている戦闘ボットだった。この戦闘ボットはマーダーボットと戦い、二人はステーションの中央トランジットリングに落ち込み、そこでマーダーボットはプリザベーション・ステーションから来た非戦闘ボットの小軍隊（ホステルのボットや難民を探すのを手伝った港湾管理局のボットなど）をバックアップとして発見する。警備ユニットと非致命的だが統一されたボットの大群には勝てないと悟った戦闘ボット（かつてのバリン）は、電源を落とす。謎が解決した後、インダー上級警備局員はマーダーボットにそのサービスに対する報酬を申し出、今後のコンサルティング業務を依頼する。マーダーボットは、「本当に変なこと」であればという条件その仕事を引き受ける。

### システム・クラッシュ
System Collapse (2023)
『ネットワーク・エフェクト』の出来事の後、バリッシュ＝エストランザ社の探検者が、彼ら自身の警備ユニットを伴って到着し、マーダーボット、ARTのクルー、そしてプリザベーションの人々と小競り合いを繰り広げる。彼らは独自に植民地の分離主義グループを発見する。これにより、それぞれ企業の利益と植民者の自由を守るための行動が促される。
マーダーボットは、新たに発見された植民地の古いコンピュータシステムと接続を確立する。マーダーボットのクルーは、植民者との外交的優位を得るために動き、世論に影響を与えるためのメディアイベントを組織する。後に、バリッシュ＝エストランザ社のグループが『ネットワーク・エフェクト』で最後に登場したスーパーバイザーのレオナイドによって率いられていることが明らかになる。戦術的な衝突が展開され、レオナイドがバリッシュ＝エストランザ社内部で反発に直面し、暗殺未遂事件が発生することが判明する。その時点から彼女はマーダーボットのクルーを支援する。
物語全体を通じて、マーダーボットは「<レダクション済み>」とマークされた気を散らす出来事に悩まされ、それが内的なナレーションやパフォーマンスに影響を与える。『ネットワーク・エフェクト』の出来事以来、マーダーボットはパニック発作や幻覚に相当する症状を経験しており、トラウマ回復の治療が必要であることを認識している。
マーダーボットのクルーが収集した情報に直面し、バリッシュ＝エストランザ社はその惑星に対する権利を放棄せざるを得なくなる。プリザベーションは異星人の遺物に関する研究権を交渉し、植民者グループ間での議論が続けられる。マーダーボットは、ARTと共に旅を続けることを決意する。

## 短編小説

### 義務
"Compulsory"
マーダーボットの短編小説「義務」（"Compulsory"）は、「システムの危殆」の前に起こった出来事を描いており、2018年にWired誌に掲載さた。また、日本では『逃走テレメトリー』に収録されている。この作品は、マーダーボットが統制モジュールをハッキングした後の生活を描いている。2023年7月28日に Subterranean Press から長編バージョン出版されている。
この物語では、警備ユニットがプリザベーションチームと出会う前に、冷淡な人間たちとの任務に対処する。

### "Obsolescence"
短編小説 "Obsolescence" は、地球の太陽系が初期の植民地化される時期に、木星近くの軌道上にある教育宇宙ステーションを舞台にしている。この作品は、2019年にロバート・ウッド・ジョンソン財団が出版した健康に関する短編集 Take us to a Better Place: Stories に収録されている。
物語では、グレッギーという名前の強化人間が、木星近くの教育宇宙ステーションで死んでいるのが発見される。ステーションの管理者ジクシーが調査を進めたところ、グレッギーが残忍に殺され、彼の身体からいくつかの強化パーツが犯人によって盗まれていることが判明するこの物語は、セキュリティユニットと企業連合社会の起源についての手がかりを提供している。

### ホーム――それは居住施設、有効範囲、生態的地位、あるいは陣地
"Home: Habitat, Range, Niche, Territory"
3作目の短編小説「ホーム――それは居住施設、有効範囲、生態的地位、あるいは陣地」（"Home: Habitat, Range, Niche, Territory"）は、「出口戦略の無謀」と『逃亡テレメトリー』の間に起こった出来事を描いており、2021年にTor.comで公開された。
物語では、メンサー博士が、グレイクリス社による誘拐によって自分に与えられたトラウマと、それが警備ユニットに与えた影響について検証している。

## 評価
パブリッシャーズ・ウィークリー誌はウェルズが「刺激的だが基本的にはおなじみのアクション プロットを、SecUnit が自らの厳しく否定された人間性と関わる手段に変えることで、深みを与えている」と書いている。ザ・ヴァージ誌も同様に「システムの危殆」を「かなり基本的なストーリー」だが、それでも「楽しい」と感じ、ウェルズの世界観を賞賛した。ジェームズ・ニコルは、プロットが「日和見的な企業の悪意」に依存していると述べ、マーダーボットの性格だけが設定を「容赦なく陰鬱」にさせないようにしていると指摘した。
「システムの危殆」は、2018年ネビュラ賞 中長編小説部門、2018年ヒューゴー賞 中長編小説部門]、アメリカ図書館協会のアレックス賞を受賞し、2017年フィリップ・K・ディック賞にノミネートされた。続く3編の中編小説は2019年ヒューゴー賞の最終投票に十分な票を集めたが、ウェルズは受賞した「人工的なあり方」を除いてすべてのノミネートを辞退した。『ネットワーク・エフェクト』は、2021年ネビュラ賞 長編小説部門、2021年ヒューゴー賞 長編小説部門、2021年ローカス賞 SF長編部門を受賞した。『マーダーボット・ダイアリー・シリーズ』は、2021年ヒューゴー賞 シリーズ部門を受賞した。ウェルズは2022年のヒューゴー賞とネビュラ賞の両方で『逃亡テレメトリー』のノミネートを辞退した。

## 映像化
2021年、ウェルズはテレビシリーズ化の可能性が進行中であると述べ、脚本を読んで「本当に興奮している」と語った。2023年12月14日、Apple TV+はマーダーボット・シリーズのテレビ化を発注したと発表した。アレクサンダー・スカルスガルドが主演と製作総指揮を務め、クリス・ワイツとポール・ワイツが監督を務める。2024年2月、デヴィッド・ダストマルチャンがシリーズの主演にキャスティングされ、3月にはノーマ・ドゥメズウェニもキャスティングされた。2024年3月、サブリナ・ウー、タティアナ・ジョーンズ、アクシャイ・カンナ、タマラ・ポデムスキーがシリーズにキャスティングされた。